# Karashëngjergj
Karashëngjergj (albanisch auch Karashëngjergji, serbisch Карашинђерђ Karašinđerđ) ist eine Ortschaft in der kosovarischen Gemeinde Prizren.

## Name
Das im Ortsnamen enthaltene Shën Gjergj ist die albanische Variante von Sankt Georg.

## Geographie
Karashëngjergj liegt rund acht Kilometer nordwestlich der Stadt Prizren im Hochland Has. Dieses Hochland (rechtes Ufer) und die Ebene von Prizren (linkes Ufer) werden voneinander durch den Weißen Drin getrennt.
Benachbarte Ortschaften von Karashëngjergj sind im Nordosten Zym, im Südosten Gjonaj, im Westen Lubizhda e Hasit, im Nordwesten Dedaj und im Norden Romaja.

## Geschichte
Bei Karashëngjergj stehen die Ruinen einer Festungsanlage, deren Errichtung auf einen Zeitraum zwischen dem 9. und 11. Jahrhundert datiert wird.
Nach der Eroberung Kosovos durch das Königreich Serbien während des Ersten Balkankrieges 1912 richtete die serbische Regierung eine Militärverwaltung vor Ort ein, wobei Karashëngjergj Teil der damaligen neu geschaffenen Gemeinde Zjum (heute Zym) wurde. Bei einer Volkszählung 1919 wurden für Karashëngjergj 46 Häuser mit 323 Einwohnern erfasst, hiervon waren 30 Häuser mit 211 Bewohnern katholisch-albanisch und 16 Häuser mit 112 Bewohnern muslimisch-albanisch.

## Bevölkerung
Gemäß 2011 durchgeführter Volkszählung hat Karashëngjergj 1099 Einwohner, davon 1095 (99,64 %) Albaner und zwei (0,18 %) Serben. Von zwei weiteren Personen sind keine Daten bekannt.
729 Einwohner (66,33 %) gaben an, Katholiken zu sein, 366 (33,30 %) sind Muslime, zwei Einwohner sind Orthodoxe und von zwei weiteren sind keine Daten bekannt.